# Detroit (Oregón)
Detroit es una ciudad ubicada en el condado de Marion en el estado estadounidense de Oregón. En el año 2000 tenía una población de 262 habitantes y una densidad poblacional de 190.9 personas por km².
Recibe su nombre en homenaje a Detroit, Míchigan , en el siglo XIX (1890) debido al gran número de gente originaria de Míchigan en la comunidad. La población era de 262 habitantes según los datos censuales del año 2000.

## Historia
La ciudad original de Detroit se inundó en el verano de 1952 en que el cuerpo de ingenieros acabó la presa de Detroit en el río Santiam. 
La comunidad fue relocalizada aproximadamente a media milla hacia el noroeste del sitio 
original, en la carretera 22 del estado, y fue declarada ciudad el mismo año. Emplazada cerca del lago Detroit y del Parque Estatal del Lago de Detroit, la economía de la ciudad es dependiente del turismo. La comunidad sufrió una sequía en 2001, cuando el Lago Detroit redujo ostensiblemente su caudal.

## Geografía
Detroit se localiza en 44°44′8″N 122°9′5″O / 44.73556, -122.15139 (44.735676, -122.151372). Según la Oficina del Censo de los Estados Unidos, la ciudad tiene un área total de 2.2 km² en la cual 1.4 km es tierra y 0.9 km² (38.82%) es agua.

## Demografía
Según el censo del año 2000, allí había 262 personas, 119 casas, y 69 familias que residían en la ciudad. La densidad demográfica era de 190.9/km² (496.7/mi²). Había 383 unidades de vivienda en una densidad media de 279,0/km² (726,2/mi²). La composición racial de la ciudad era 96,56% blanco, 1,15% Americano Nativo, 0,38% de otras razas, y 1,91% a partir de dos o más razas. Los hispanos o latinos de cualquier raza eran 3,82% de la población. Había 119 casas de las cuales 21,8% tenían niños bajo edad de 18 que vivían con ellos, 47,1% era parejas casadas que vivían juntos, 10,1% tenían un cabeza de familia femenino sin presencia del marido, y 41,2% eran no-familias. 33,6% de todas las casas eran habitadas por un solo individuo y 16,0% tenían alguien que vivía solo y quién era de 65 o más años de edad. El tamaño medio de la casa era 2,20 y el tamaño medio de la familia era 2,77. 
En la ciudad la población se dividía en: 22,1% bajo edad de las 18, 5,0% a partir 18 a 24, 23,3% a partir 25 a 44, 33,2% a partir 45 a 64,y 16,4% quiénes eran 65 años de la edad o más
viejos. La edad mediana era 45 años. Para cada 100 mujeres había 103,1 varones. Para cada 100 mujeres de 18 años y más, había 100,0 varones. La renta mediana para una casa en la 
ciudad era $32.250, y la renta mediana para una familia era $35.156. Los varones tenían una renta mediana de $41.875 contra $22,188 para las mujeres. La renta per cápita para la ciudad eran $19.857. Cerca de 17,9% de familias y 16.1% de la población estaban debajo de la línea de la pobreza, incluyendo 44,1% de los menores de dieciocho años y ninguno de los mayores de sesenta cinco.